# Česká asociace dul
Česká asociace dul, z.s. (ČAD) je nevládní nezisková organizace založena 21. září 2001 vzdělávající a sdružující porodní a poporodní duly .
Duly sdružené v České asociaci dul uplatňují při své činnosti vědecká doporučení a respektují svobodnou volbu rodících žen. Jsou vázány Etickým kodexem ČAD.
Česká asociace dul, z.s. je členskou organizací European Doula Network (EDN, Evropská síť dul), spolupracuje s European Network of Childbirth Associations (ENCA, Evropská síť porodních asociací) a s DONA International, nejstarší a největší organizací dul ve světě.
Zakladatelkami České asociace dul jsou Míla Kramná, Iva Stuchlíková, Radka Wallerová. První výbor (vedení) ČAD vznikl pak na podzim 2001 ve složení: Míla Kramná, Iva Stuchlíková, Vlasta Jirásková.[zdroj?]
Česká asociace dul, z.s. je členskou organizací České ženské lobby, sítě organizací hájící práva žen.
Česká asociace dul, z.s. se prezentovala v roce 2011 na konferenci Aktivní rodičovství v Brně.

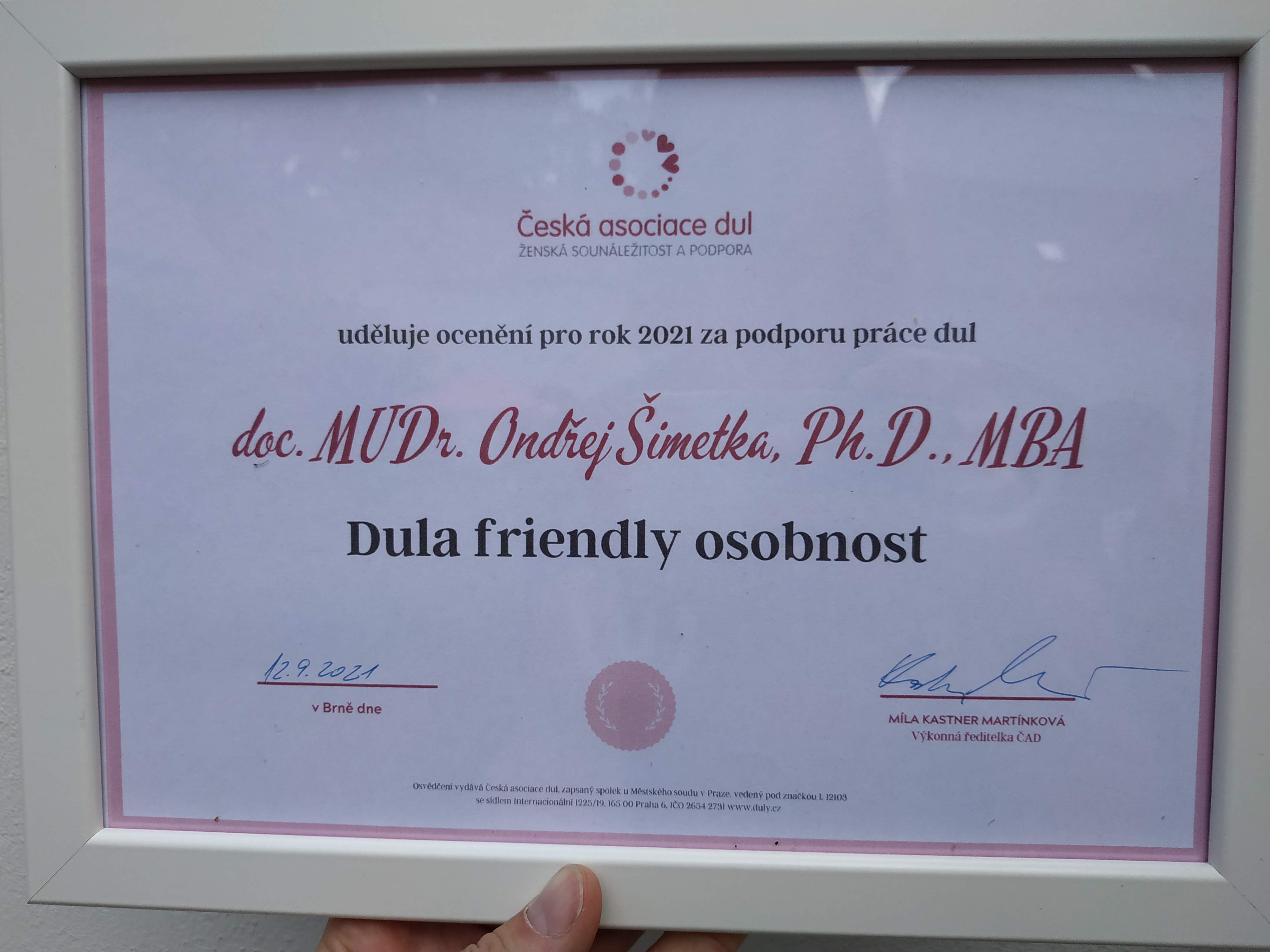
Ocenění Dula friendly osobnost za rok 2021 pro Ondřeje Šimetku.

K 20. výročí od založení asociace začalo být udělováno ocenění Dula friendly profesionál.